# We Are Chaos
We Are Chaos (англ. Мы есть хаос; стилизовано под заглавные буквы) — одиннадцатый студийный альбом американской рок-группы Marilyn Manson, выпущенный 11 сентября 2020 года лейблами Loma Vista Recordings и Concord Music. Альбом был спродюсирован Мэрилином Мэнсоном и Шутером Дженнингсом. Одноимённая композиция и песня «Don’t Chase the Dead» были выпущены в качестве синглов. Альбом имел критический и коммерческий успех после выхода, получив в основном положительные отзывы и став их первым альбомом номер один в Португалии и их первым альбомом номер один в Австралии с 1998 года Mechanical Animals.

## Предыстория
We Are Chaos был записан в сотрудничестве между вокалистом Мэрилином Мэнсоном и музыкантом Шутером Дженнингсом. Оба были представлены в 2013 году Твигги Рамирезом, бывшим басистом группы Marilyn Manson. В том же году продюсеры сериала «Сыны анархии» попросили Мэнсона и Дженнингса записать песню для финала шестого сезона данного телесериала. Их версия композиции остаётся неизданной, и Мэнсон, и Дженнингс заявили, что они были недовольны готовым продуктом. Песня «Join the Human Gang» был написан Дженнингсом вместе с создателем шоу Куртом Саттером, и в конечном итоге был переписан и выпущен исполнителем The White Buffalo под названием «Come Join the Murder». Мэнсон продолжал играть своего персонажа Рона Талли в седьмом сезоне «Сынов анархии» и записал два альбома с Тайлером Бэйтсом: The Pale Emperor и Heaven Upside Down. Мэнсон и Дженнингс также сотрудничали в создании кавер-версии на песню Дэвида Боуи «Cat People (Putting Out Fire)», для альбома Дженнингса Countach (For Giorgio).
В 2019 году барабанщик Гил Шарон, который принимал участие в записи альбома The Pale Emperor и Heaven Upside Down, объявил, что покидает группу, чтобы заняться другими проектами. Бывший барабанщик Black Flag Брэндон Перцборн был нанят в качестве его замены. Вскоре после этого Мэнсон объявил, что Бэйтс больше не участник группы, и что We Are Chaos будет спродюсирован Дженнингсом в соавторстве с его барабанщиком Джейми Дугласом. Перцборн и гастролирующий гитарист группы Пол Уайли также подтвердили своё участие в альбоме. Мэнсон и Дженнингс записали кавер-версию песни группы The Doors «The End» для использования в качестве темы мини-сериала «Противостояние». Однако песня не появилась в сериале, поскольку режиссёр Джош Бун заявил, что лицензия на его использование оказалась слишком дорогой для сериала, снятого с ограниченным бюджетом.

## Запись и производство
Мэнсон сказал, что запись песни «The End» повлияла на подход, который он и Дженнингс использовали во время записи We Are Chaos, поскольку это «заставило нас исследовать разные вещи. Шутер очень талантлив во многих отношениях, и работа с ним очень подвижна. У нас совершенно другой стиль сотрудничества, чем у меня с Тайлером в последних двух альбомах. Иногда Шутер уже будет делать то, что я собирался предложить. Мы много работаем вместе». Альбом был записан в течение двух с половиной лет с перерывами в студии. Поскольку гастрольные обязательства Мэнсона и Дженнингса затрудняли координацию графиков, для записи We Are Chaos было использовано несколько разных студий. Их соответствующие домашние студии использовались в качестве основных мест записи, а Мэнсон зашёл настолько, что арендовал дом недалеко от Дженнингса, чтобы ещё больше облегчить процесс записи. Ещё одна студия, которая могла вместить всю живую группу Дженнингса, включавшую струнные и живые барабаны — также была принята на работу.
Несмотря на разницу в стилях двух групп, Мэнсон сказал, что они «не боялись смешивать их вместе, когда мы сочиняли песни». We Are Chaos содержит десять песен, и никаких дополнительных композиций записано не было. Мэнсон объяснил, что как только его и Дженнингса группы нашли способ сотрудничать, песни «потекли быстро» и «дополнительного материала не было. Не было никакого жира, чтобы отключить музыку». Альбом был спродюсирован Мэнсоном и Дженнингсом, и вокал Мэнсона был записан поздно ночью; вокалист сказал, что Дженнингс сделал вывод, что его «пиковый час для пения был 3 часа ночи. Я уверен, что это, вероятно, потому, что это когда полный диапазон хрипоты исходит из моего голоса».

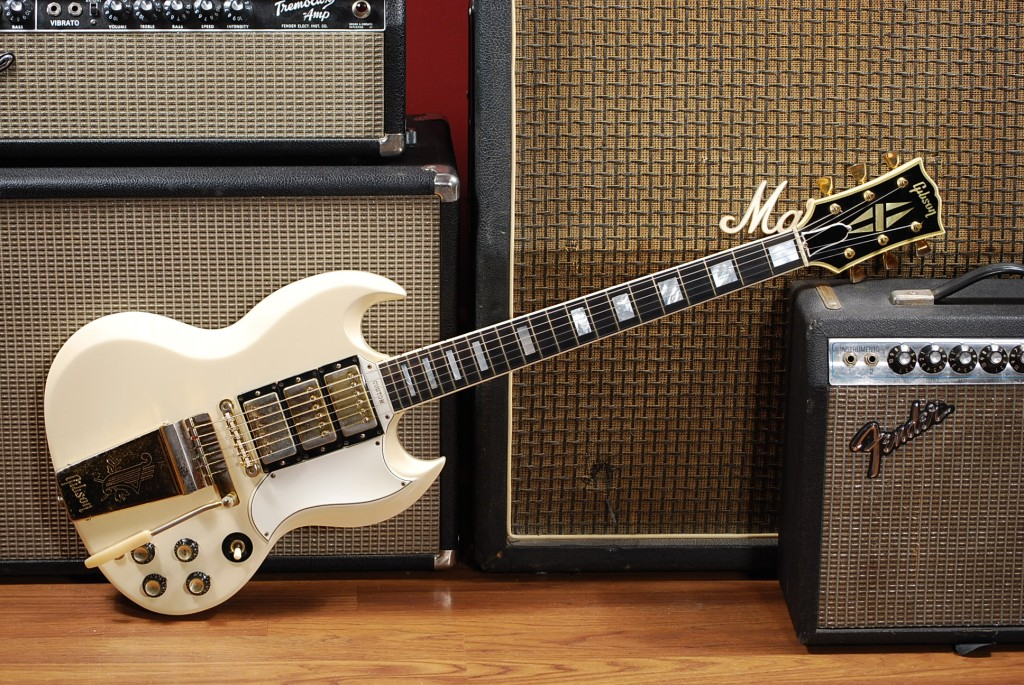
Белый Gibson SG 1963 года выпуска, та же модель, которая использовалась для записи альбома.

Дженнингс сказал, что запись альбома сделала его более уверенным в себе ведущим исполнителем, объяснив, что Мэнсон часто поощрял его играть на инструментах, с которыми он не был знаком во время сессий записи. В результате он играет на бас-гитаре, клавишных и соло-гитаре в большинстве песен альбома, а также создал все программы для барабанов. Он сказал, что для записи We Are Chaos было использовано несколько гитар, но в альбоме преобладает чёрная гитара Gibson SG, подаренная ему на 20-летие его отцом Уэйлоном Дженнингсом. Другие используемые гитары включают реконструированную белую Gibson SG 1963 года, подаренную ему Дэйвом Коббом, а также собственную гитару Мэнсона Airliner, которую Мэнсон также использовал для записи различных гитарных партий. В качестве основного усилителя использовался Gallien-Krueger 250 ML Series 2, поскольку его система с двумя динамиками могла записывать гитары в стереофоническом звучании. Дженнингс похвалил усилитель за его способность изменять гитарные тона. Fender Super Champ был использован в качестве «классной альтернативы», а Дженнингс сказал о ней, что «эта штука волшебная. Ты можешь играть как Джимми Пейдж, или The Beatles, или чёртов Эрик Клэптон, если захочешь». Различные инструменты были обработаны с помощью гармонизатора Eventide H910. Хотя Дженнингс сказал, что предпочитает Eventide H-10, Мэнсон настоял на использовании более старой модели H910, заявив: «это звук Дэвида Боуи!».
Запись альбома завершилась в январе 2020 года. В том же месяце басист Хуан Альдерете попал в велосипедную аварию, в результате которой получил диффузную аксональную травму, разновидность черепно-мозговой травмы. Для того, чтобы помочь покрыть его медицинские расходы была создана страница GoFundMe. Альдерете приписывают исполнение баса в альбоме.

## Композиция и стиль
"Я нахожусь в том режиме жизни, когда я хотел рассказывать истории с помощью этой записи, и это что-то вроде музея восковых фигур моих мыслей, исследование комнаты ужасов в моей голове. Вся романтика и надежда, которые вы можете иметь в мире, здесь, в Конце времён, где это может быть своего рода апокалипсис для каждого человека, слушающего запись. Я попытался изобразить это словами, а не звуками, чтобы вы могли увидеть и услышать всю свою тоску, свою страсть и отчаяние. Это своего рода драматическое объяснение происходящего. Но она полна драмы. Я бы не стал сравнивать это ни с одной из моих других записей, но вы слышите понемногу всё — как будто я наконец сосредоточил всё в одном месте".
We Are Chaos была полностью написана Мэнсоном и Дженнингсом, причём последний сказал, что их метод сочинения развивался по мере работы над альбомом. Первоначально дуэт писал материал отдельно; Дженнингс сказал, что во время первых сессий написания он создавал музыкальные идеи, чтобы представить их Мэнсону, а затем пара развила эти идеи в песни. По словам Дженнингса, их стиль сочинения в конечном итоге превратился в процесс, когда они «просто начинали с нуля в комнате. Мы начинали с барабанного боя или слушали песню, которая нам нравилась, и тональность гитары, которая звучала, а затем подражали тому, что происходило с этим». Дэвид Боуи оказал основное влияние на композицию альбома, особенно на материал, содержащийся в бокс-сете Боуи A New Career in a New Town (1977–1982). Мэнсон подарил Дженнингсу копию этого бокс-сета в начале записи альбома, и пара часто слушала его вместе. Во время одной из сессий Мэнсон рассказал, что песня «Ashes to Ashes» из альбома Боуи 1980 года Scary Monsters (and Super Creeps) вдохновила его стать музыкантом; Дженнингс сказал, что он был вдохновлён стать музыкантом и научился играть на гитаре, слушая Antichrist Superstar.
Творчество Элтона Джона и Берни Топина также оказало влияние. Несколько песен в альбоме были написаны на фортепиано, что стало впервой в карьере Мэнсона. Мэнсон объяснил, что «нам обоим показалось замечательным найти место, где мой голос и фортепиано работали вместе, потому что это звучало действительно по-другому. И мне казалось, что я действительно могу побывать там, где раньше не бывал. Разные тональности, или разные ритмы, или просто разные элементы и идеи». Этот новый стиль написания оказал влияние на его вокальную подачу, и Мэнсон сказал, что на We Are Chaos он больше делал упор на баритон в вокальном плане, чем на предыдущих релизах. Мэнсон сказал, что предыдущая продюсерская работа Дженнингса оказала наибольшее влияние на звучание альбома, но отрицал, что We Are Chaos состояла из кантри-музыки. Он возражал против того, чтобы работа Дженнингса классифицировалась как таковая, заявив, что «южная» была более подходящей классификацией, отметив, что последняя «в некотором смысле также немного напоминает The Rolling Stones».
Писатель журнала Inked Чарли Коннелл отметил дихотомию между предыдущими работами Дженнингса и Мэнсона, похвалив сотрудничество двух, казалось бы, непохожих артистов, сказав следующее: «также очевиден соответствующий музыкальный опыт каждого музыканта, который дополняет друг друга на протяжении всего альбома, но также подталкивает себя к новому направлению». Далее они прокомментировали, что общая любовь пары к рок-музыке 1970-х годов была распространена во всём We Are Chaos, и отметили, что, хотя альбом содержал «скрежещущие гитары», которые можно найти в каждом альбоме Мэрилина Мэнсона, звук временами больше напоминал музыку Боуи, Игги Попа и Roxy Music. Некоторые тексты песен в альбоме были вдохновлены внезапной смертью Эрика Розенбаума, татуировщика, известного обществу как Norm Love Letters или Norm Will Rise, который несколько раз делал татуировки Мэнсону. Мэнсон сказал: «я разговаривал с ним за два дня до его смерти. Это было так душераздирающе».

### Название и концепция
Первоначально Мэнсон сказал, что тексты песен в альбоме были автобиографичными, и что в результате он решил присвоить пластинке самостоятельное название. Однако позже это было пересмотрено, и он описал We Are Chaos как концептуальный альбом. Пластинка намеренно включает десять песен с явным намерением, чтобы слушатели могли воспринимать альбом так, как если бы это был традиционный лонгплей, при этом Мэнсон отмечает, что настроение и тон пластинки резко меняются после пятой композиции. Он сказал следующее: «я хотел, чтобы это было похоже на любой фильм, или на любую великую книгу, или на любую картину, или на любое стихотворение, в том смысле, что это становится частью опыта слушателя, а не только моего», отметив, что это было то, о чём он узнал, слушая Diamond Dogs Боуи, Welcome to My Nightmare Элиса Купера и The Wall группы Pink Floyd в подростковом возрасте, разработка этих альбомов заставляла слушателя «чувствовать себя частью чего-то большего, в что ты можешь влиться. И я думаю, что эскапизм — это важная вещь, которую нужно иметь сейчас». Далее он сказал: «надеюсь, слушатели истолкуют это так, как, возможно, я даже не осознавал». Что касается общей концепции, он сказал, что надеется, что слушатели будут знать о наличии особой сюжетной арки, но призвал людей открывать свою собственную историю при прослушивании альбома. Он сказал, что спрашивал многих людей об их интерпретации содержания альбома, в частности, считают ли они, что он завершается счастливым, печальным или трагическим концом.

## Список композиций
Все треки написаны Мэрилином Мэнсоном и Шутером Дженнингсом.
| No.          | Title                         | Length |
| ------------ | ----------------------------- | ------ |
| 1.           | «Red Black and Blue»          | 5:03   |
| 2.           | «We Are Chaos»                | 4:00   |
| 3.           | «Don't Chase the Dead»        | 4:17   |
| 4.           | «Paint You with My Love»      | 4:29   |
| 5.           | «Half-Way & One Step Forward» | 3:16   |
| 6.           | «Infinite Darkness»           | 4:15   |
| 7.           | «Perfume»                     | 3:33   |
| 8.           | «Keep My Head Together»       | 3:49   |
| 9.           | «Solve Coagula»               | 4:22   |
| 10.          | «Broken Needle»               | 5:23   |
| Общая длина: | Общая длина:                  | 42:27  |

| No.          | Title                              | Length |
| ------------ | ---------------------------------- | ------ |
| 11.          | «We Are Chaos» (acoustic version)  | 4:05   |
| 12.          | «Broken Needle» (acoustic version) | 5:21   |
| Общая длина: | Общая длина:                       | 51:53  |

- Все названия песен стилизованы под заглавные буквы.

## Участники записи[19]
- Записан в The Coil, Голливуд; дополнительная запись в Station House Studios, Echo Park и Dave’s Room, Северный Голливуд.

| Музыкантов - Мэрилин Мэнсон — написание песен, вокал, инструменты, продакшн и оформление - Шутер Дженнингс — написание песен, инструменты и производство - Хуан Альдерете — бас - Джейми Дуглас — ударные - Тед Рассел Камп — бас - Брэндон Перцборн — ударные - Обри Ричмонд — скрипка - Джон Шреффлер — гитары, педальная гитара - Пол Уайли — гитары | Технический - Тони Чиулла — менеджмент - Кристофер Леки — дизайн макета - Стив Олмон — ассистент сессии - Марк Рейнс — инженерия - Дэвид Спренг — инжиниринг, дополнительное оборудование, «дополнительный микс второго слоя» |